# Городчан
Городчан (до середини XX ст. Городчани) — колишнє село в Україні, за 15 км від ЧАЕС та за 30 км від колишнього райцентру — міста Чорнобиль, в Іванківському районі Київської області, на кордоні з Білоруссю. До 1986 року входило до складу Чорнобильського району і було центром сільської ради до початку 1980-х років, потім підпорядковувалося Чапаєвській сільській раді.
Час виникнення села невідомий. 1887 року у селі мешкало 170 осіб.
1900 року у 42 дворах мешкало 317 мешканців, що займалися здебільшого хліборобством. У селі був вітряк.
У 1920-1960-і роки мало близько 80 дворів, було центром сільської ради, однак згодом було підпорядковане Чапаєвській сільській раді.
1928 року повз село пройшла залізниця Чернігів — Овруч, на якій 1974 року було відкрито зупинний пункт Машеве.
У 1970-х роках у селі проживало близько 240 мешканців.
Після аварії на станції 26 квітня 1986 село було відселене внаслідок сильного забруднення. Напередодні аварії на ЧАЕС у селі мешкало 183 мешканців, було 88 дворів. Виселене внаслідок сильного радіоактивного забруднення. Мешканці села після аварії на ЧАЕС були відселені у села Людвинівка (Бучанський район) та Фасова (Бучанський район). Офіційно зняте з обліку 1999 року за відсутністю жителів. Після Чорнобильської катастрофи село увійшло до 10-кілометрової зони відчуження.
З кінця лютого до 1 квітня 2022 року село було окуповане російськими військами.